# Francesco Prosperi
Francesco Prosperi (oft Franco Prosperi; * 2. September 1926 in Rom; † 17. Oktober 2004 ebenda) war ein italienischer Filmregisseur und Drehbuchautor. Er ist nicht zu verwechseln mit seinem Namensvetter, dem Mondo-Film-Regisseur Franco Prosperi.

## Leben
Prosperi begann als Regieassistent Mario Bavas, mit dem er auch einige seiner Drehbücher verfasste. 1965 debütierte er als Frank Shannon mit dem Kriminalfilm Tecnica di un omicidio als Regisseur. Im Laufe der Jahre legte er immer wieder solide Actionware vor – gerne weitere Krimiware –, aber auch gelegentlich Komödien (mit Lando Buzzanca bzw. Alighiero Noschese). Am Ende seiner Karriere, zu Beginn der 1980er Jahre, stehen allerdings auch sehr billige Barbarenfilme.

## Filmografie (Auswahl)
Regie
- 1965: Ich heiße John Harris (Tecnica di un omicidio)
- 1967: Null Uhr sieben kommt John Harris (Qualcuno ha tradito)
- 1972: Champ Cherokee (L'uomo dalla pelle dura)
- 1973: Ein Pate kommt selten allen (L'altra faccia del padrino)
- 1976: Tote pflastern seinen Weg (Pronto ad uccidere)
- 1978: Junge Mädchen zur Liebe gezwungen (La settima donna)
- 1978: Policeman (Il commissario Verrazzano)
- 1982: Gunan – König der Barbaren (Gunan il guerriero)
- 1983: The Throne of Fire (Il trono di fuoco)

Drehbuch
- 1961: Aladins Abenteuer (Le meraviglie di Aladino)
- 1964: Der Ritt nach Alamo (La strada per Fort Alamo)
- 1985: Amazonia – Kopfjagd im Regenwald (Schiave bianche – Violenza profonda)
- 1986: Der weiße Apache – Die Rache des Halbbluts (Bianco Apache)